# Ridillo-The Best/Meglio Ridirlo
Ridillo-The Best/Meglio Ridirlo è la quarta raccolta del gruppo musicale italiano Ridillo, pubblicata il 27 giugno 2015 dalla Cosmica.
Il disco è stato reso disponibile anche in formato LP a partire dal 5 dicembre dello stesso anno.

## Tracce
CD
1. Mondo nuovo - versione Hello! - 3:59
2. Festa in 2 - 4:32
3. Arrivano i nostri (Sarà quel che sarà) - 4:30
4. Siamo nel 2000 - 4:38
5. Mangio amore - versione Hello! - 4:06
6. Torno in bianco e nero - 4:38
7. Pace & amore - versione Hello! - 4:52
8. Figli di una buona stella - 5:08
9. Stop alle telefonate (Estate) - 3:39
10. Ho (Voce del verbo avere) - 3:41
11. Un segreto - 4:26
12. Stretti stretti al 100% - 3:30
13. Sempre il solito - 4:09
14. Everybody Funky - 3:07
15. Non è normale (It's not unusual) - 3:28
16. Felice Natale (bonus track) - 2:34

LP
- Lato A

1. Mondo nuovo - versione Hello! - 3:59
2. Festa in 2 - 4:32
3. Arrivano i nostri (Sarà quel che sarà) - 4:30
4. Stop alle telefonate (Estate) - 3:39
5. Pace & amore - versione Hello! - 4:52
6. Siamo nel 2000 - 4:38

- Lato B

1. Figli di una buona stella - 5:08
2. Mangio amore - versione Hello! - 4:06
3. Torno in bianco e nero - 4:38
4. Un segreto - 4:26
5. Stretti stretti al 100% - 3:30
6. Sempre il solito - 4:09

## Formazione
- Daniele "Bengi" Benati – voce, chitarra
- Claudio Zanoni – tromba, chitarra, voce
- Alberto Benati – tastiere, voce
- Paolo D'Errico – basso, fischio, voce
- Renzo Finardi – batteria, percussioni, voce